# (30722) Biblioran
(30722) Biblioran (1978 RN5) – planetoida z grupy pasa głównego asteroid okrążająca Słońce w ciągu 4,49 lat w średniej odległości 2,72 j.a. Odkryta 6 września 1978 roku.